# Darío Xohán Cabana
Darío Xohán Cabana Yanes (Roás, Cospeito, 19 de abril de 1952 - 17 de noviembre de 2021) fue un escritor español en lengua gallega de poesía, narrativa, ensayo y literatura infantil y juvenil.

## Biografía
Nacido en Roás, España, como hijo de campesinos simpatizantes del Frente Popular (su padre había sido republicano y comunista), creció en la ideología del padre comunista, y desde 1968 militó en la izquierda nacionalista, primero en la UPG y luego en la FPG donde continuó su amigo personal Méndez Ferrin.
Estudió Bachillerato en Lugo y entre 1970 y 1975 trabajó en Vigo con Xosé María Álvarez Blázquez en Ediciones Castrelos. De esa época es la amistad con José Luis Méndez Ferrin, que se mantuvo toda la vida, y en la que hubo mucha comunicación política y literaria.
De regreso a Lugo trabajó como vendedor de libros a domicilio, y entre 1978 y 1982 fue representante sindical por el INTG. Entre 1983 y 1987 trabajó en Corcubión como guardia municipal, y al final de ese período regresó a Lugo donde durante un tiempo estuvo a cargo de la vigilancia de los edificios culturales municipales.
Durante su vida como empleado municipal vivió en la parroquia de Romeán.
Desde el 22 de abril de 2006 hasta su fallecimiento fue académico de la Real Academia Galega. Su discurso inaugural De Manuel María a Ferrín: la gran generación, fue respondido por Xosé Luís Méndez Ferrín.
Desde diciembre de 1987 publicó un crucigrama diario en páginas gallegas de La Voz de Galicia, tarea que continuó durante 34 años, hasta su muerte. También fue miembro del Comité Editorial de la revista A Trabe de Ouro.
Se casó en 1974 y tenía una hija y un hijo.

## Premios y reconocimientos
- Premio de Poesía Ciudad de Ourense en 1982, por A fraga amurallada.
- Premio Celso Emilio Ferreiro de 1983, por Patria do mar.[3]
- Premio de Poesía Ciudad de Ourense en 1986, por VIII fragmentos.
- Premio Celso Emilio Ferreiro de 1986, por Amor e tempo liso.[3]
- Premio Xerais de novela en 1989, por Galván en Saor.
- Medalla de oro del concello de Florencia (Italia) en 1991, por la traducción del Cancionero  de Francesco Petrarca y la Divina Comedia de Dante Alighieri.
- Premio Ciudad de Lugo en 1992, por Vidas senlleiras.
- Premio Barco de Vapor en 1993, por O castrón de ouro.
- Premio de poesía Martín Codax en 1994, por Canta de cerca a morte.
- Premio Xerais de novela en 1994, por O cervo na torre.
- Premio de AELG a la mejor obra traducida de 2012, por Cancionero, seguido de Rimas dispersas, de Francesco Petrarca.
- Premio Lois Tobío de la Asociación Galega de Editores por el mejor libro traducido de 2014, por As floriñas de San Francisco.
- Premio de AELG a la mejor obra traducida de 2014, por la Divina Comedia.